# Boteiro
El boteiro és la figura més emblemática del Entrudio o Carnaval de la comarca de Viana do Bolo. Segons l'àrea de procedència, la vestimenta i les dinàmiques dels boteiros canvian.

## Boteiro de Viana do Bolo

### Història
Encara que el seu origen probablement es remunta molts segles enrere, la configuració actual d'aquest personatge queda fixada en la dècada dels anys 80 del segle xx, quan a Viana do Bolo, la capital del municipi, es produeix una confluència de les diferentes tradicions d'Entrudio que existien en els llogarets veïns: les comparsas i els fulións.

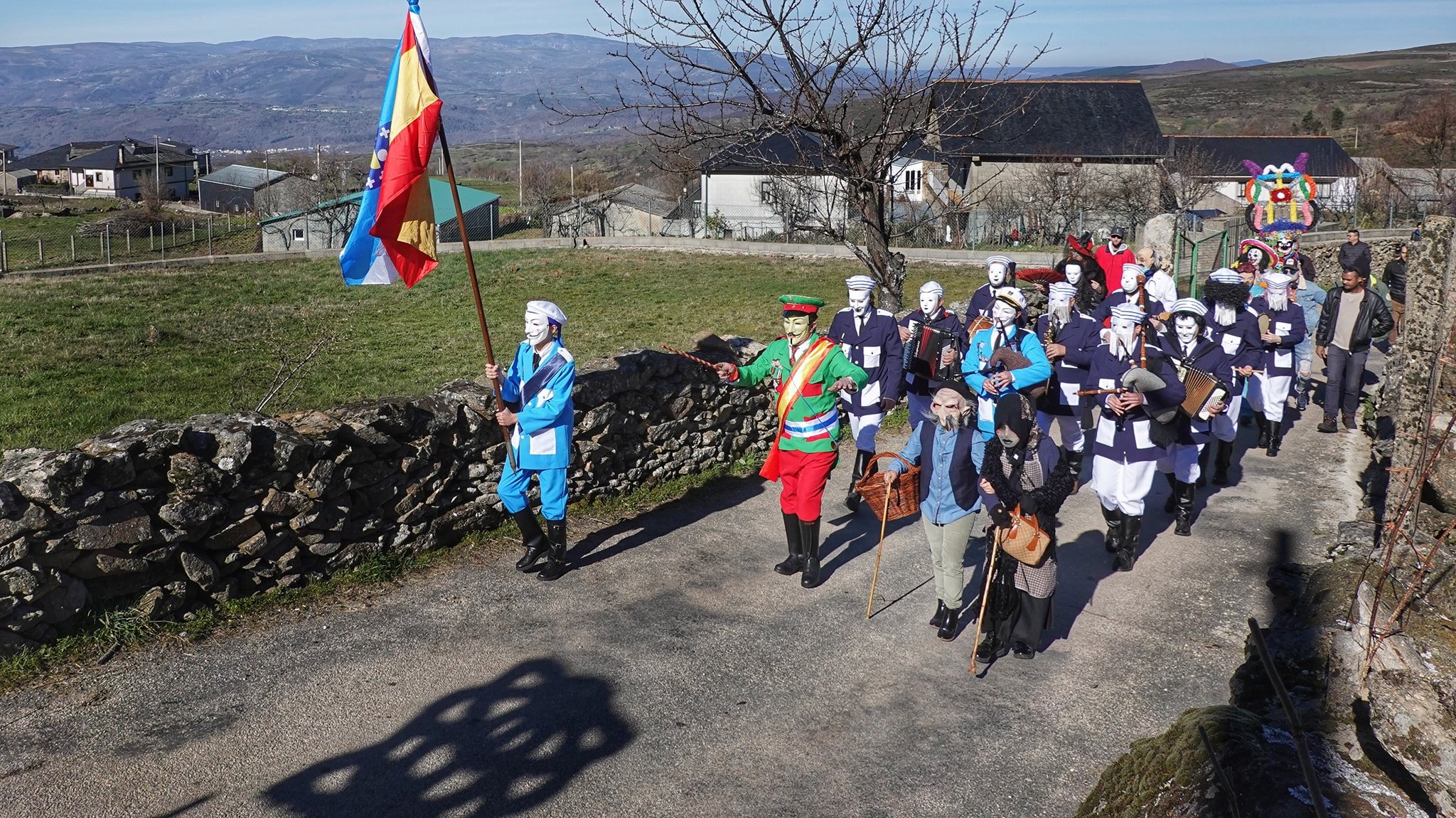
Comparsa

Una comparsa esta formada per un grup de joves d'un llogaret que es desplacen durant l'Entrudio a altres pobles veïns per representar unes peces teatrals humorístiques anomenades disputas. Aquestes comitives tenen una sèrie de personatges fixos: el director, la señorita o madama, el paiaso (pallasso), els músicos i els de esquilas o vellos de esquilas (vells d'esquelles).

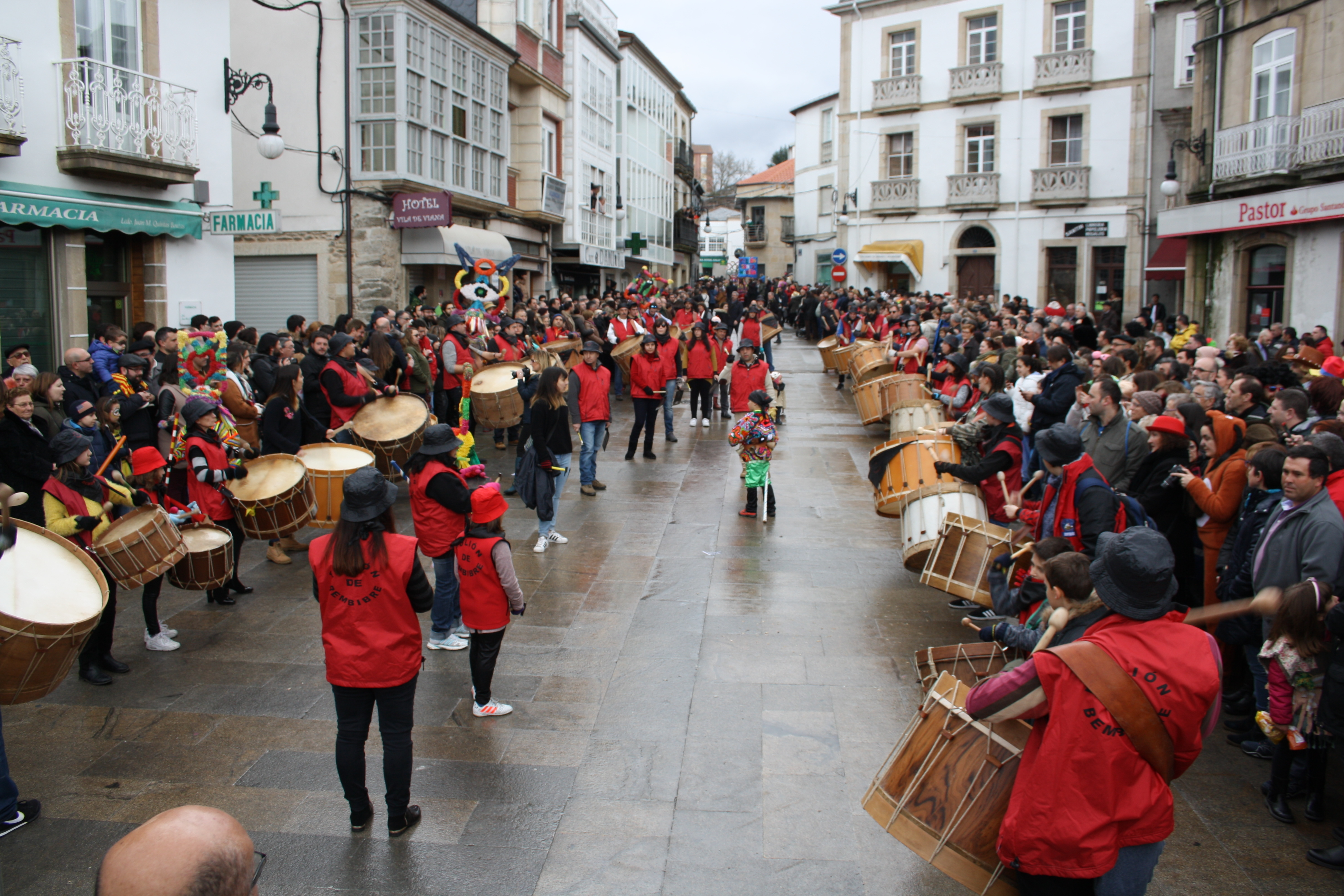
Fulión

Un fulión és una comitiva que recorre els carrers dels llogarets fent sonar un ritme monòton amb eines de pagès (metàl·lics, i de llaurar principalment) i instruments de percussió (fets de manera artesanal). Sovint, un llogaret o un grup de llogarets comparteix un mateix ritme que els diferencia d'altres llogarets. Els fulións acostumaven a sortir de nit, una vegada acabades les tasques del camp, i les dates varien segons el llogaret. En alguns d'aquests fulións existia la figura del boteiro, encara que la seva indumentària era diferent de l'actual.
Si volem entendre la vestimenta actual del boteiro hem de tenir en compte que, des dels anys 80, les comparsas van perdre molta força per manca de joves fins a desaparèixer en els anys 90. És llavors quan l'indumentària dels vellos de esquilas de les comparsas van passar a utilitzar-se amb el fulión i els boteiros, substituint la vestimenta genuïna en la majoria dels llogarets. Per això, el boteiro d'avui és un calc sofisticat de l'indumentària dels vellos de esquilas amb les funcions dels antics boteiros dels llogarets.

### Funcions
Les funcions del boteiro estan (i sempre han estat) íntimament lligades al fulión, que és la comitiva a la que anuncia i obre pas. Per apartar el públic, el boteiro pot empènyer, baixar la careta i envestir o arrossegar la monca cap endavant mentre corre, indicant així els espectadors l'espai que han de deixar lliure. També balla o salta impulsant-se amb la monca amb l'objectiu d'exhibir la seva força i habilitat.

### La vestimenta
Màscara
La careta del boteiro és una vertadera joia d'artesania, car no existeixen dues iguals. Aquesta es compon de dues parts.

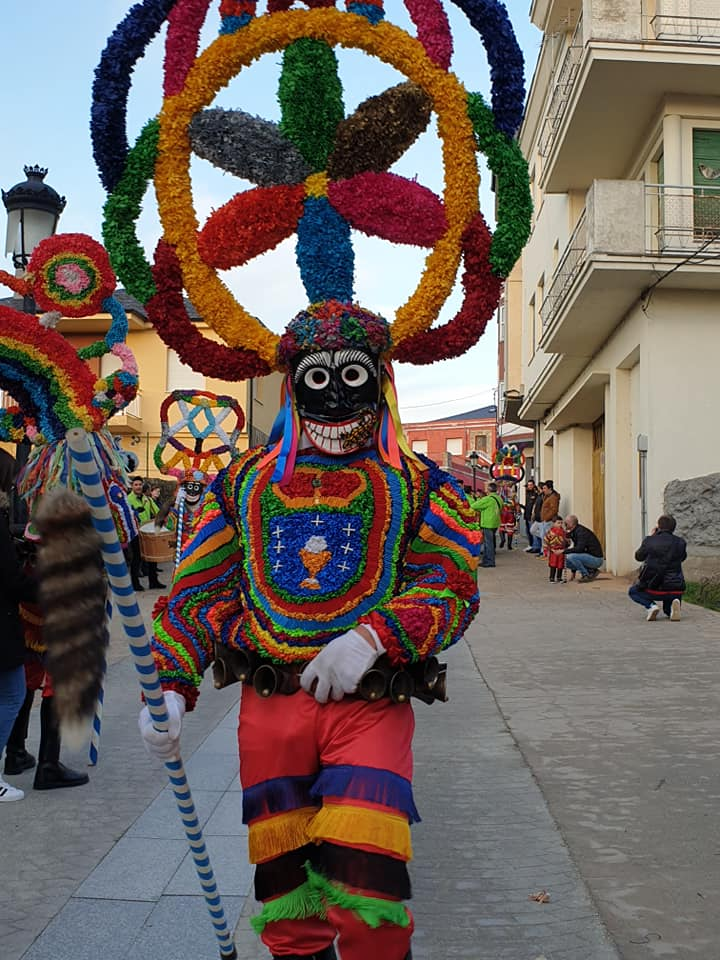
Boteiro de Viana do Bolo

La part superior, que rep el nom de pantalla, esta feta d'una carcassa de ferro que es recobre amb centenars de plecs de paper de seda prèviament plegats i retallats que s'enganxen a l'estructura cercant una disposició simètrica dels colors.
A la part inferior es situa la màscara de fusta, que es fixa a l'estructura metàl·lica a través d'una sort de casc. L'expressió facial d'aquestes màscares oscil·la entre la burla, amb somriures sorneguers de dents ben marcats, i l'afany d'intimidar e infondre por, d'aquí la presència de rèptils, entre els que s'imposa la serp. També poden tenir cares d'animal i no és estrany que s'afegeixin elements com les banyes. La tradició més estesa es la de pintar la cara de color negre, malgrat que existeixen llogarets que tenen màscares que tradicionalment deixen la cara del color natural de la fusta. En últim lloc, als laterals de la màscara de fusta hi ha dues corretges de cuir que cenyeixen la careta al coll del boteiro i que queden amagades sota diversos plecs de paper de seda de la part posterior que fan la funció de cabells.
Samarreta
La samarreta del boteiro és, juntament amb la careta, l'element en el que més es manifesta la creativitat i el virtuosisme de la tècnica. Sobre una samarreta de pelfa es cusen més de mil metros de cinta de ras de colors vius. Antigament, al centre del pit i de l'esquena es disposaven motius geomètrics o dibuixos de formes senzilles; en canvi, ara és més comú fer composicions figuratives més complexes.
Camisa blanca i corbata
La vestimenta del boteiro és de gala, per això, ha de portar camisa blanca i corbata.
Guants
Els guants són un element essencial perquè contribuixen a preservar l'anonimat total del portador de la màscara.
Monca
La monca es un pal resistent que habitualment sobrepassa els 170 cm de grossor del qual s'acosta als 2 cm. Es pinta amb colors vius i a l'extrem superior porta un adorn que pot ser un pompó, una borla, cintes de colors o la cua d'una guineu. El boteiro utilitza la monca per apartar la gent, però també com perxa per impulsar-se a l'hora de saltar.
Esquilas
Les esquilas designen el cinturó del qual pengen aquestes petites campanes típiques del bestiar boví. Aquestes es col·loquen de manera que, al moure'ls, es produeixi un so harmònic, d'ací que s'alterni una esquella mascle (so grau) amb una esquella femella (so agut) al llarg de tot el cinturó. Aquest últim sol recobrir-se amb un tou perquè no faci mal al boteiro.
Pantalons
Els pantalons acostumen a ser de color vermell i tenen flocs, o col·locats al llarg de la costura lateral externa de cada camal, o en dues o tres fileres paral·leles que rodegen el camal; en aquest últim cas, el més comú es que es situïn per sobre del genoll.
Legues de color negre
Les legues són unes polaines de cuir que recobren la zona del panxell i protegeixen la part inferior dels pantalons del fang i del aigua.
Botes de color negre